# ハーミーズ (空母・初代)
ハーミーズ (HMS Hermes, 95) は、イギリス海軍の航空母艦。
計画時から車輪つき航空機を運用する空母として建造された、世界で初めての軍艦である。
ハーミス、
ハームス、
ハーミズ、
ヘルメスとも表記される。
公刊戦史『戦史叢書』ではハーメスを用いる。
艦名は、ギリシア神話に登場する神、ヘルメースの英語読み。
ハーミーズは黎明期の空母であるが、技術的には高い先見性をもっていた。しかし小型空母のために搭載機が20機程度しかなく、しかも25ノットの低速であり、飛行機搭載母艦としての性能には限界があった。
海軍休日時代、中国艦隊（The China Station）に所属していたハーミーズは、しばしば日本に来訪している。
1942年（昭和17年）4月9日、東洋艦隊に所属してセイロン島東岸トリンコマリー沿岸を航行中、日本海軍機動部隊の空襲を受けて随伴駆逐艦と共に沈没した（セイロン島沖海戦）。

## 建造経緯
世界の航空母艦開発をリードしていたのは、イギリスだった。第一次世界大戦のユトランド沖海戦では、イギリス海軍の水上機母艦エンガーダイン (HMS Engadine) がグランド・フリートに随伴し、航空機による偵察をおこなっている。航空機の有効性が認められると、イギリス海軍とアメリカ海軍は装甲巡洋艦や旧式戦艦に滑走台を設置して、陸上機を発進させる実験をはじめた。この場合は「発艦」出来ても「着艦」することは出来ず、発進した航空機は陸上基地に向かうか、着水して搭乗員のみ回収する方法をとった。
航空機の軍艦への「着艦」を実用化したのも、イギリスだった。イギリスは超大型巡洋艦を改造してフューリアス (HMS Furious, 47) を、大型巡洋艦を改造してヴィンディクティヴ (HMS Vindictive) を送り出した。特にヴィンディクティヴは艦の前方と後方に飛行甲板を備えている。だが2隻とも艦中央部に構造物（艦橋、煙突、マスト）が聳え、航空機の着艦は不便かつ危険きわまりなかった。「航空母艦」として見た場合、完成度が高いとはいえなかった。
実質的な世界最初の空母は、イタリア向けに建造中だった貨客船をイギリス海軍が空母に改造したアーガス (HMS Argus, I49) である。アーガスは全通式飛行甲板をもつ、いわゆるフラッシュデッキ型空母であった。
つづいて未完成戦艦を空母に改造し、22,000トン級空母イーグル (HMS Eagle) が誕生した。
イーグルは、全通飛行甲板の右舷に煙突と一体化した島型艦橋を設置した世界最初の空母であり、世界の空母の基本形となった。なおイーグルとハーミーズの設計を手掛けたのが、海軍造船局長のサー・ユースタス・テニスン・ダインコート (Eustace Tennyson d'Eyncourt) であった。
ハーミーズは、最初から空母として建造された世界初の軍艦である。
1918年（大正7年）1月15日、ニューカッスルのアームストロング・ホイットワース社で起工。1919年（大正8年）9月11日、進水。
第一次世界大戦の終結により急いで完成させる必要がなくなり、先行艦（アーガス、イーグル）の運用実績を考慮に入れつつ、慎重に工事が行われた。また職工の雇用問題が絡んだため、進水後のハーミーズはデヴォンポート基地に曳航されて移動し、同地の海軍工廠で艤装工事がおこなわれた。
ちょうどデヴォンポート海軍工廠では日本海軍の造船士官（藤本喜久雄少佐、福田啓二大尉）が実習中であり、ハーミーズの情報を入手することが出来た。これらの各種情報収集や、センピル教育団の協力により、日本海軍はイギリス空母の研究をおこなうことが出来た。
結局、1919年（大正8年）12月に建造がはじまった空母鳳翔の方が、参考にしたハーミズより早く完成してしまった。
このため鳳翔を「世界で最初に竣工した、最初から航空母艦として設計された純粋な空母」と表現する資料もある。ハーミーズは1924年（大正13年）2月18日に竣工した。

## 艦形

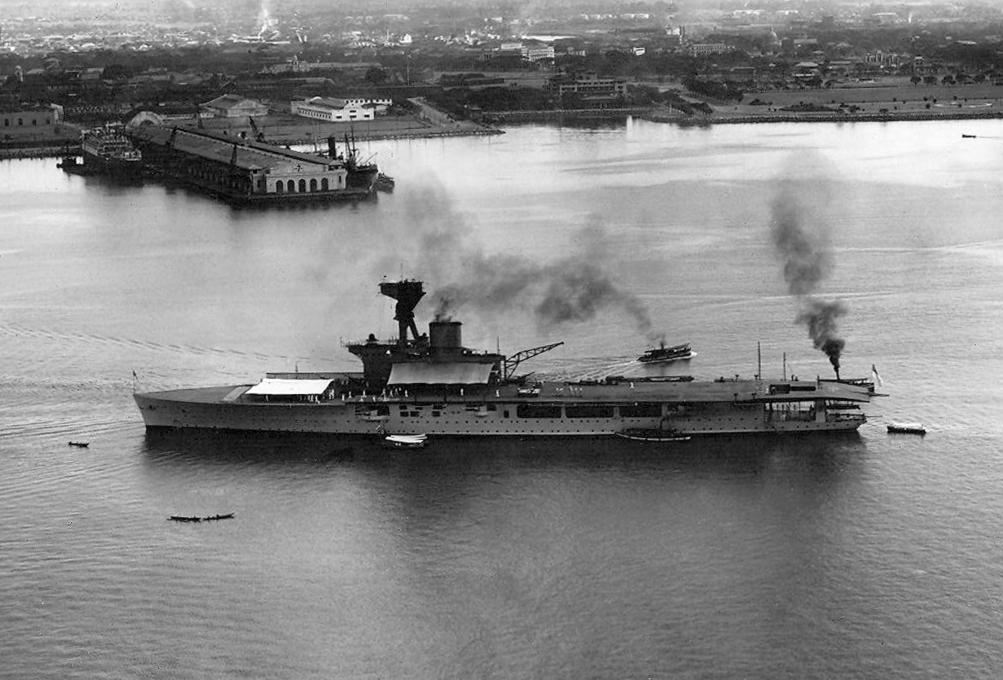
1924年にオアフ島ホノルルで撮られたハーミーズ。

ハーミーズは前述の通り、最初から航空母艦として建造された艦であるが、設計に際し先に竣工したアーガスやイーグルの運用結果を参考にしている。
そのため、ハーミーズはイーグルを小型化したような外観となっている。基準排水量1万トン台の小型の船体を有効に活用すべく艦首形状は艦首と飛行甲板の間に隙間のない「エンクローズド・バウ」（ハリケーン・バウ）を採用し、艦首の先端までを飛行甲板に使えた。この工夫により超弩級戦艦を改装したイーグルの飛行甲板長198.2mと変わらない飛行甲板長182.3mを達成した。エレベーターは飛行機の形状にあわせたＴ字型のものを1基備え、改装時に1基増設した。格納庫は一段である。

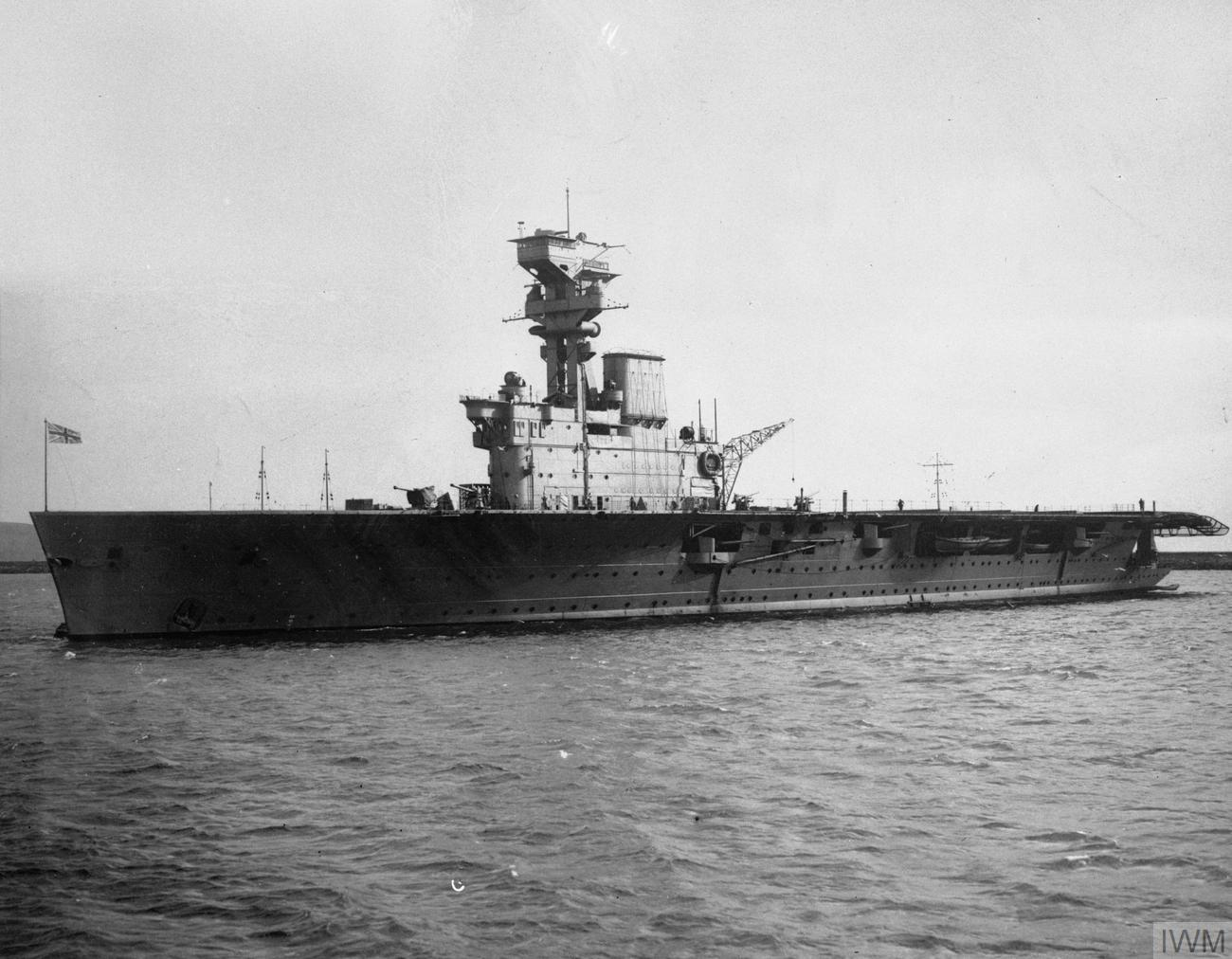
1938年に撮られたハーミーズ。舷側部に主砲の14cm速射砲が見えるほか、甲板上にも10.2cm単装高角砲がみえる。

初期の航空母艦は、空母アーガスやラングレーに代表される平甲板型（フラッシュデッキ型）と、空母イーグルを元祖とする艦橋と煙突を舷側にあつめた島型（アイランド型）に大別できる。
ハーミーズは、アイランド型（島型艦橋）である。
建造当初から、小柄な船体に不似合いな程に大きなアイランド式の艦橋が特徴で、アンバランスな印象も与えたといわれる。
巡洋艦クラスとの戦闘を考えて島型艦橋を基部として三脚型のマストが立ち、頂上の射撃指揮所の左右に測距儀をそなえる頑丈なものである。これにより頂上部の高さは水面上から35mもあり、これは同世代の巡洋艦ホーキンス級のマスト高さ28mを凌駕するものである。しかし、艦橋が大型すぎることからくるトップヘビーになりがちなハーミーズはバランスを取るために搭載燃料の使い勝手が悪かった。このため、左舷側バルジに常に海水を充填していた。
主砲には軽巡洋艦クラスの「Mark XII 14cm（45口径）速射砲」を採用、これを防盾の付いた単装砲架で舷側の三箇所に設けられたスポンソン（張り出し）に1基ずつで片舷3基ずつ計6門搭載した。アイランド後方には、艦載機搭載用のクレーンが1基配置されているのが外観上の特徴である。なお、艦尾甲板は水上機を運用するために乾舷の高さは水面からを約3mと低く抑えられており、そこから水上機を海面に下ろして運用した。

## 搭載機変遷
- 1924年：計19機。フェアリー・フライキャッチャー7機、フェアリー III F型8機、ブラックバーン・ダート4機
- 1935年：計15機。ホーカー・オスプレイ6機、フェアリー・シール9機
- 1939年9月以降：計12機。フェアリー・ソードフィッシュ12機

## 兵装
ハーミーズの主武装として「アームストロング Mark XII 14cm（45口径）速射砲」を採用した。その性能は37.2kgの砲弾を仰角25度で14,630mまで届かせる射程を得ていた。この砲を防盾の付いた単装砲架で6基を搭載した。砲架の俯仰能力は仰角27度・俯角7度である。旋回角度は300度の旋回角度を持つ。発射速度はカタログデーターは毎分8発であるが実用速度は6発程度であった。
他に対空火器として高角砲は「アームストロング Mark V 10,2cm（45口径）高角砲」を採用している。14.6kgの砲弾を仰角44度で15,020m、最大仰角80度で9,450mの高度まで到達させることができた。単装砲架は左右方向に180度旋回でき、俯仰は仰角80度、俯角5度で発射速度は毎分10～15発だった。これを単装砲架で3基を搭載した。他に近接火器として「アームストロング 7.62cm（40口径）速射砲」を単装砲架で4基、12.7mm連装機銃4基を搭載した。
就役後の1927年に10.2ｃｍ単装高角砲1基を撤去して「ヴィッカーズ 4ｃｍ（39口径）ポンポン砲」を単装砲架で2基を追加したが1932年に撤去して、替りに12.7mm四連装機銃2基に換装した。1941年に4cmポンポン砲を新型砲架の四連装砲架で1基を追加し、新たに「エリコン 2cm（76口径）機関砲」を単装砲架で5基を追加した。

## 防御
防御力は対巡洋艦戦闘を意識して舷側防御は水線部で76mm、主甲板は25mmの装甲を持っていた。

## 機関
ハーミーズの機関構成は、D級軽巡洋艦と同等のヤーロー式重油専焼細経水管缶6基と1段減速のパーソンズ式ギヤード・タービン2基2軸推進で最大出力40,000馬力で速力25.0ノットを発揮した。
ボイラー室は前後2室で1番缶室に4基・2番缶室に2基を搭載し、排煙はイーグルに倣って直立型の1本煙突で排出された。タービン室はボイラー室と隔壁1つ分空けて後方に配置され推進用タービンを並列で2基・後側の減速用歯車を介して推進軸2本と接続された。

## 艦歴

### 海軍休日時代
1924年（大正13年）2月18日、ハーミーズは竣工した。ワシントン会議とワシントン海軍軍縮条約により、イギリスは空母6隻（アーガス、イーグル、ハーミーズ、フュリアス、グローリアス、カレイジャス）を有する世界最大の空母大国となった。ただしイギリス海軍の空母に対する迷いが反映されたので、各艦の外観と性能はバラバラで統一性がなかった。

### 第二次世界大戦

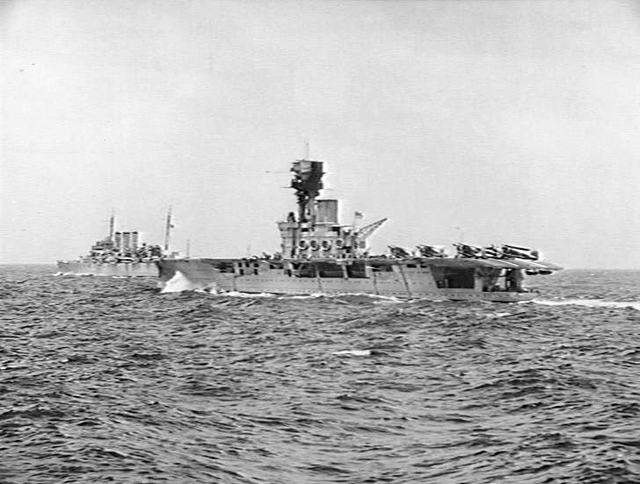
1942年に撮られたハーミーズ。飛行甲板上にはフェアリー・ソードフィッシュ雷撃機が見える。右前方の重巡洋艦はドーセットシャー。

1939年（昭和14年）初めハーミーズは短期間修理を受け、8月23日にはF. E. P. Hutton大佐が艦長になった。その翌日ハーミーズは再就役し、9月1日に第814飛行隊のソードフィッシュ12機を搭載した。第二次世界大戦が始まった直後の9月中旬は、ブリテン諸島近海のウエスタンアプローチで対潜哨戒に従事した。
18日、ハーミーズは潜水艦を発見したが、護衛の駆逐艦アイシス (HMS Isis) とイモージェン (HMS Imogen, D44) による攻撃は効果がなかった。イギリス海軍は、対潜哨戒任務に空母を投入するのを止める。ハーミーズはデヴォンポートへの帰還を命じられ、そこで短期間の修理を受ける際に消磁装置が備え付けられた。
9月下旬よりドイッチュラント級装甲艦（通称ポケット戦艦）アドミラル・グラーフ・シュペー (Die Admiral Graf Spee) が南大西洋で本格的に活動を開始した。10月上旬、イギリス海軍はドイツ通商破壊艦が南大西洋にいることに気付き、敵艦が「ポケット戦艦」であると認定した。ポケット戦艦を捜索して掃討するために複数の任務部隊が編成される。本艦とフランス海軍の戦艦ストラスブール (Strasbourg) は「N部隊」となった。出撃したハーミーズは10月7日にストラスブールと会合し、同月16日にフランス領西アフリカのダカールに到着する。つづいてイギリス海軍本部は任務部隊の区分を変更し、英艦（空母ハーミーズ、軽巡ネプチューン）とフランス艦（ストラスブール、デュプレクス、フォッシュ、アルジェリー）でX部隊とY部隊を編成した。X部隊とY部隊は大西洋で北上するであろうシュペーを待ち構えた。
12月2日と3日、シュペーは南西アフリカ沖合で商船2隻（トリックスター、タイロア）を相次いで撃沈したが、商船は沈没前に襲撃地点と敵ポケット戦艦の存在を打電していた。南大西洋艦隊司令官のリヨン提督は、指揮下の掃討部隊を再配置する。X部隊（空母ハーミーズ、重巡デュプレクス、フォッシュ、駆逐艦ミラン、カサール）と増援部隊（軽巡ネプチューン、駆逐艦ハーディ、ホスタイル、ヒーロー）に対し、12月10日から13日にかけてフリータウン～ペルナンブコ間を哨戒するよう命じた。12月13日のラプラタ沖海戦で損傷したシュペーがウルグアイのモンテビデオに逃げ込んだ時、X部隊とY部隊は遙か北方に位置していた。17日にシュペーが自沈して、南大西洋の追跡劇はひとまず終わった。ハーミーズは船団を護衛してイギリスに戻り1940年（昭和15年）1月9日から2月10日まで修理を受けた。それから再びダカールに戻り、ドイツ通商破壊艦や封鎖突破船捜索を再開した。
5月25日に艦長がRichard F. J. Onslow大佐に替わり、ハーミーズは成果のない哨戒を続けた。6月22日、ドイツのフランス侵攻により独仏休戦協定が結ばれ、ヨーロッパの戦局が激変する。6月29日に帰投したハーミーズは到着9時間後に出港し、ダカールの封鎖を開始するよう命じられた。それはセネガルの総督がヴィシーフランス側についたためである。ダカールにはフランス海軍の新鋭戦艦リシュリュー (Richelieu) が入港しており、イギリス軍は対処を迫られていた。
7月3日、イギリス海軍のH部隊がアルジェリアのメルス・エル・ケビール軍港を強襲して、フランス海軍のダンケルク級戦艦を排除しようとした（メルセルケビール海戦）。次にハーミーズと重巡2隻（オーストラリア、ドーセットシャー）がダカールのリシュリューを無力化しようとする。
7月7日、8日の夜、第814飛行隊のソードフィッシュによる雷撃にあわせて、ハーミーズから発進したボートがの艦尾下に爆雷4発の投下を試みた。ボートはリシュリューのもとにたどり着くことには成功したが、爆雷は爆発しなかった。雷撃では成果があり、リシュリューのプロペラ一つを損傷させた。フランス軍機が何度かイギリス軍部隊を攻撃したが、成果はなかった。攻撃からの帰路、7月10日夜に暴風雨の中、仮装巡洋艦（補助巡洋艦）コルフ (HMS Corfu) と衝突した。衝撃によりハーミーズの乗員3名が負傷し、一人はその傷がもとで死亡した。一方、コルフ側には負傷者はいなかった。リシュリューの始末はジョン・カニンガム提督のイギリス艦隊に任された（ダカール沖海戦）。
ハーミーズは12ノットでフリータウンへ向かい、8月5日に南アフリカ行き船団に加わって8月17日からサイモンズタウンで修理を開始した。修理は11月2日に完了し、ハーミーズは11月29日にフリータウンに戻った。
南大西洋でのドイツ通商破壊艦捜索のため12月2日にダナイー級軽巡洋艦のドラゴン (HMS Dragon，D46) と合流する。同月中は主にセントヘレナから行動し、後にポケット戦艦アドミラル・シェーア (Admiral Scheer) 捜索のため武装商船プレトリア・キャッスル (HMS Pretoria Castle, F61) が加えられたが、成果は無かった。この部隊は12月31日にサイモンズタウンへ向け出発し、ハーミーズは南アフリカ沿岸でのヴィシーフランス封鎖突破船捜索に派遣された。1941年（昭和16年）1月26日に1隻が発見されたが、その船はマダガスカルに戻った。2月4日、巡洋艦シュロプシャー (HMS Shropshire, 73) およびホーキンス (HMS Hawkins，D86) と合流するため北上する。それはキスマヨ封鎖を行うためであった。2月12日、ハーミーズが1隻、ホーキンスが3隻のイタリア商船を拿捕した。
2月22日、ハーミーズは軽巡グラスゴー (HMS Glasgow, C21) の搭載機により発見されたアドミラル・シェーア捜索に参加したが、捕捉はできなかった。ハーミーズは3月4日にコロンボに着き、以後も枢軸国艦船捜索を続行した。4月にはイラクのバスラでの作戦支援のためペルシャ湾へ派遣され、6月中旬までそこにとどまった後セイロン島・セイシェル諸島間の哨戒に戻った。哨戒任務を続けたハーミーズは11月19日に修理のためサイモンズタウンに着いた。
イギリスは緊迫する極東情勢に呼応して東洋艦隊に主力艦2隻（プリンス・オブ・ウェールズ、レパルス）を増強し、その直衛空母としてイラストリアス級航空母艦のインドミタブル (HMS Indomitable, 92) を編入した。ところが基礎訓練中に座礁して修理が必要となり、代艦としてインド洋所在のハーミーズが編入された。
12月8日、ハーミーズの修理中に大日本帝国が連合国が宣戦を布告し、太平洋戦争がはじまる。日本軍は極東において南方作戦（マレー作戦、比島作戦）を発動し、マレー半島の英領に侵攻した。イギリス軍のシンガポール防衛計画は不充分であり、航空機の掩護を受けられなかった東洋艦隊はマレー沖海戦で主力艦2隻を失う。極東のイギリス軍が窮地に陥る中、本艦の修理には1942年（昭和17年）1月31日までかかった。ハーミーズは東洋艦隊に配属され、2月14日にコロンボに到着した。
ハーミーズは第814飛行隊のソードフィッシュを乗せ、駆逐艦ヴァンパイアと合流して対潜哨戒にあたるため2月19日に出港。2隻がトリンコマリー港に入港した後、2月25日に飛行隊は降ろされた。3月中旬、フリーマントルに拠点を置いている連合国海軍部隊に合流するため、2隻はそこへ向かうよう命じられた。だが、3日後には呼び戻され東洋艦隊のB部隊に編入された。

### セイロン沖海戦
極東におけるイギリス最大根拠地シンガポールは、日本軍の快進撃により、1942年（昭和17年）2月15日に陥落した。イギリス東洋艦隊はセイロン島のコロンボとトリンコマリーに根拠地を変更した。レイトン大将の後任として東洋艦隊司令長官となったジェームズ・サマヴィル大将は、トリンコマリーも安全ではないと考え、モルディブのアッドゥ環礁を新母港とすることを検討した。イギリス軍にとって幸運なことに、日本軍はアッドゥ環礁の新基地を知らなかった。
同時期には蘭印作戦によりオランダ領東インドが陥落し、幾度かの海戦により、ABDA艦隊も一掃された。続いてインド洋ベンガル湾南部のアンダマン・ニコバル諸島が日本軍に占領されたので、アフリカ大陸東岸ケニアのモンバサにあるキリンディニ港に逃れ臨時基地とした。
しかし第一航空艦隊司令長官南雲忠一中将が率いる日本軍空母機動部隊がインド洋に進出し、セイロン島攻撃を実施するとの情報を得たイギリス軍は、空母3隻（ハーミーズ、インドミタブル、フォーミダブル）、歴戦艦ウォースパイト（HMS Warspite）など戦艦5隻を含む東洋艦隊を集結させた。
本艦はアルジャーノン・ウィリス提督が率いる低速艦のB部隊（R級戦艦〈レゾリューション、ラミリーズ、ロイヤル・サヴリン、リヴェンジ）、空母〈ハーミーズ〉、軽巡洋艦〈カレドン、ドラゴン、ヤコブ・ヴァン・ヘームスケルク〉、随伴駆逐艦）に所属していた。
現実問題として、インド洋に展開しつつあった日本海軍（南方部隊指揮官近藤信竹中将/第二艦隊司令長官）は、正規空母5隻（赤城、蒼龍、飛龍、瑞鶴、翔鶴）と金剛型戦艦4隻を基幹とする南方部隊機動部隊、第一南遣艦隊（司令長官小沢治三郎中将）の馬來部隊、南方部隊航空部隊と潜水部隊を有しており、イギリス側は圧倒的に不利だった。イギリス東洋艦隊と南雲機動部隊が正面から対決した場合、イギリス側にとって悲惨な結果になることをサマヴィル提督は認識していた。
イギリス艦隊は「南雲機動部隊が4月1日ごろセイロン島を攻撃する」という情報を得ていたので、3月31日から4月2日までセイロン島の南で行動していたが、南方部隊機動部隊（通称 南雲機動部隊 ）は現れなかった。そのため東洋艦隊の大部分は燃料補給のためにアッドゥ環礁へ向かい、一部が修理や次期作戦のためセイロン島に戻ることになった。
重巡2隻（ドーセットシャー、コーンウォール）はコロンボに、空母ハーミーズはマダガスカル島攻略準備のため駆逐艦ヴァンパイア (HMAS Vampire, I68) とともにトリンコマリーへ向かった。
4月4日夕刻、イギリス軍のカタリナ飛行艇が南雲機動部隊を発見したが、零戦に撃墜された。4月5日、コロンボが南雲機動部隊の艦上機による攻撃を受け、付近の洋上で前述の英重巡2隻が撃沈された。
4月8日、イギリス軍索敵機が再び日本艦隊（南雲機動部隊）を発見し、各方面に通報した。2隻（ハーミーズ、ヴァンパイア）などはトリンコマリーから洋上に退避し、南へ向かった。
4月9日朝、南雲機動部隊を発進した攻撃隊（指揮官淵田美津雄少佐）は、トリンコマリーを空襲した。日本軍攻撃隊の空襲が終わったので、ハーミーズ部隊はトリンコマリーへ戻るため反転し北上した。しかし、機動部隊の戦艦「榛名」から発進した水上偵察機に発見されていた。索敵機からの報告はイギリス側も傍受し、戦闘機が派遣されたものの間に合わなかった。赤城（機動部隊旗艦）では、ハーミーズが陸上基地にハリケーン戦闘機（Hawker Hurricane）の応援を繰り返し求める無電を傍受している。
日本時間午前11時43分、南雲機動部隊から翔鶴飛行隊長高橋赫一少佐が指揮する九九式艦上爆撃機85機、零式艦上戦闘機6機が発進した。艦爆85の内訳は、翔鶴18、瑞鶴14、蒼龍18、飛龍18、赤城17であった。源田実航空参謀は護衛機が少ないことを懸念したが、母艦直衛機の問題もあり、やむを得ず護衛の零戦を6機にして出撃させたという。南雲機動部隊にとって幸運なことに、ハーミーズは艦上戦闘機を搭載していなかった。
13時30分、機動部隊攻撃隊はハーミーズを発見、5分後に急降下爆撃を開始した。ハーミーズを攻撃したのは九九艦爆45機（赤城2、飛龍11、瑞鶴14、翔鶴18）で、爆弾37発命中（命中率82パーセント）を記録した。「ハーミーズ」は「ヴァンパイア」ともに撃沈された。他に付近を行動中だったフラワー級コルベットのホリホック (HMS Hollyhock) と補給艦2隻（ブリティッシュ・サージェント、Athelstone） 、貨物船Norvikenも撃沈された。イギリス側は陸上基地から第273飛行戦隊、第803海軍航空隊、第806海軍航空隊のフェアリー フルマー戦闘機を派遣したがハーミーズの沈没には間に合わず、フルマー2機喪失と引き換えに九九艦爆4機を撃墜したと記録している。
日本側はハーミーズに対する攻撃と沈没の様子を写真撮影しており、写真週報などに掲載して宣伝戦に利用している。
「ハーミーズ」では艦長以下307名が死亡した。九九艦爆のパイロット（瑞鶴艦爆）は「海上に脱出した生存者もサメの餌食になるだろうと思って銃撃を控えていたら、沈みかけたハーミスの右舷艦尾では高角砲が発砲していた。ユニオンジャックの海兵魂を見せつけられたようで胸が熱くなった。」と回想している。「ハーミーズ」と「ヴァンパイア」の生存者うち、590名は病院船「Vita」に救助された。
「ハーミーズ」は第二次世界大戦中、日本海軍に撃沈された唯一のイギリス空母である。

### 残骸の発見
長年にわたるスリランカ内戦のため、ハーミーズの残骸は2002年になってようやくスリランカのダイバーによって発見された。ハーミーズは水深60mの海底に、左舷を下にして横たわっていた。発見後はダイビングスポットとなっており、第二次世界大戦で戦没した空母の中で唯一ダイバーによる潜水が可能な空母でもある。

## 参考文献

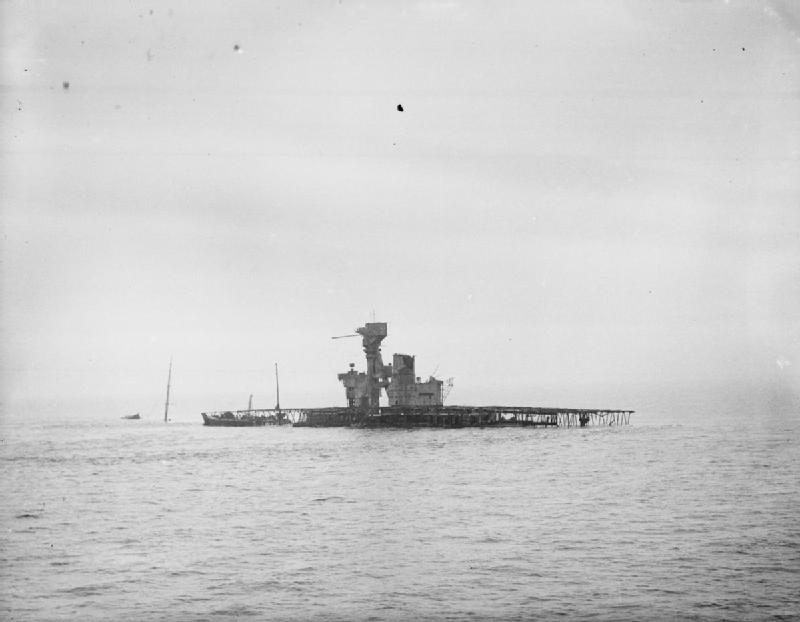
ハーミズのダミーシップ。

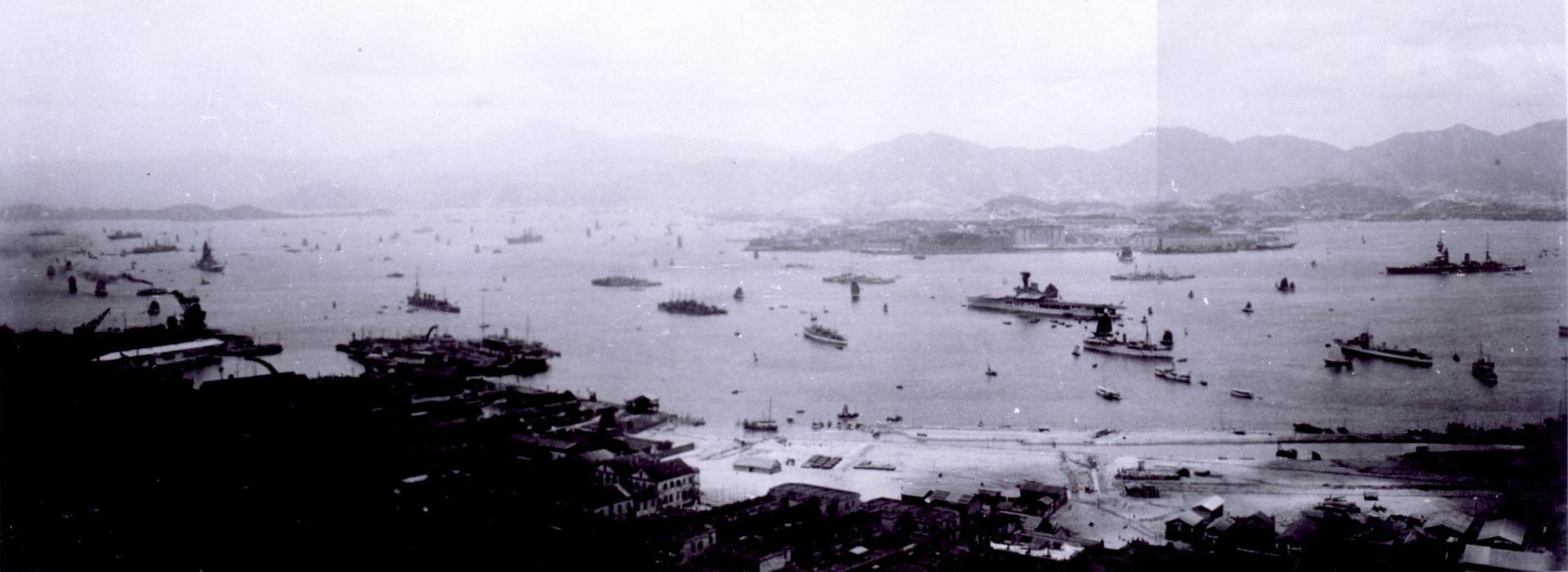
1928年の日本海軍による親善訪問の写真。陸奥 (戦艦)、天龍 (軽巡洋艦)、ハーミズ、扶桑 (戦艦)が確認できる。